# A magyar labdarúgó-válogatott mérkőzései 1939-ben
A magyar labdarúgó-válogatottnak 1939-ben tíz barátságos találkozója volt, tétmeccs nem volt ebben az évben. Augusztus 27-én Varsóban találkozott Magyarország és Lengyelország válogatottja, öt nappal később Németország lerohanta Lengyelországot. Kitört a második világháború.
Szövetségi kapitány:
- Dietz Károly dr. 216–221.
- Ginzery Dénes 222–225.

## Eredmények
| 216. mérkőzés 1939. február 26. | Hollandia                   | 3 – 2             | Magyarország              | Feijenoord Stadion, Rotterdam Nézőszám: 35 000 Játékvezető: Law Dale (ENG) |
| 216. mérkőzés 1939. február 26. | Vente 38' 46' De Harder 80' | (1 – 1) Részletek | Zsengellér 6' Gyetvai 78' | Feijenoord Stadion, Rotterdam Nézőszám: 35 000 Játékvezető: Law Dale (ENG) |

| 217. mérkőzés 1939. március 16. | Franciaország               | 2 – 2             | Magyarország    | Parc des Princes, Párizs Nézőszám: 30 000 Játékvezető: Walter Lewington (ENG) |
| 217. mérkőzés 1939. március 16. | Ben Barek 15' Heisserer 87' | (1 – 1) Részletek | Kiszely 17' 55' | Parc des Princes, Párizs Nézőszám: 30 000 Játékvezető: Walter Lewington (ENG) |

| 218. mérkőzés 1939. március 19. | Írország               | 2 – 2             | Magyarország               | Cork Nézőszám: 12 000 Játékvezető: Harold Nattrass (ENG) |
| 218. mérkőzés 1939. március 19. | Bradshaw 14' Carey 88' | (1 – 1) Részletek | Zsengellér 38' Kolláth 50' | Cork Nézőszám: 12 000 Játékvezető: Harold Nattrass (ENG) |

| 219. mérkőzés 1939. április 2. | Svájc                                 | 3 – 1             | Magyarország | Hardturm-stadion, Zürich Nézőszám: 22 000 Játékvezető: Raffaele Schorzoni (ITA) |
| 219. mérkőzés 1939. április 2. | G. Aeby 43' P. Aebi 74' Walaschek 80' | (1 – 0) Részletek | Déri 54'     | Hardturm-stadion, Zürich Nézőszám: 22 000 Játékvezető: Raffaele Schorzoni (ITA) |

| 220. mérkőzés 1938. május 18. | Magyarország    | 2 – 2             | Írország           | MTK-pálya, Budapest Nézőszám: 15 000 Játékvezető: Peco Bauwens (GER) |
| 220. mérkőzés 1938. május 18. | Kolláth 39' 84' | (1 – 0) Részletek | O'Flanagan 52' 77' | MTK-pálya, Budapest Nézőszám: 15 000 Játékvezető: Peco Bauwens (GER) |

| 221. mérkőzés 1939. június 8. | Magyarország | 1 – 3             | Olaszország               | FTC-pálya, Budapest Nézőszám: 36 000 Játékvezető: Thomas Thompson (IFA) |
| 221. mérkőzés 1939. június 8. | Kiszely 78'  | (0 – 1) Részletek | Piola 2' Colaussi 59' 66' | FTC-pálya, Budapest Nézőszám: 36 000 Játékvezető: Thomas Thompson (IFA) |

| 222. mérkőzés 1939. augusztus 27. | Lengyelország                      | 4 – 2             | Magyarország            | Varsó Nézőszám: 21 000 Játékvezető: Esko Pekkonen (FIN) |
| 222. mérkőzés 1939. augusztus 27. | Wilimowski 34' 64' 77' Piontek 74' | (1 – 2) Részletek | Zsengellér 14' Ádám 31' | Varsó Nézőszám: 21 000 Játékvezető: Esko Pekkonen (FIN) |

| 223. mérkőzés 1939. szeptember 24. | Magyarország                               | 5 – 1             | Németország | FTC-pálya, Budapest Nézőszám: 25 000 Játékvezető: Generoso Dattilo (ITA) |
| 223. mérkőzés 1939. szeptember 24. | Kincses 5' Zsengellér 7' 51' 73' Dudás 79' | (2 – 1) Részletek | Lehner 38'  | FTC-pálya, Budapest Nézőszám: 25 000 Játékvezető: Generoso Dattilo (ITA) |

| 224. mérkőzés 1939. október 22. | Románia       | 1 – 1             | Magyarország | ANEF-stadion, Bukarest Nézőszám: 32 000 Játékvezető: Generoso Dattilo (ITA) |
| 224. mérkőzés 1939. október 22. | Spielmann 78' | (0 – 0) Részletek | Tóth III 76' | ANEF-stadion, Bukarest Nézőszám: 32 000 Játékvezető: Generoso Dattilo (ITA) |

| 225. mérkőzés 1939. november 12. | Jugoszlávia | 0 – 2             | Magyarország            | BSK-pálya, Belgrád Nézőszám: 20 000 Játékvezető: Hans Wütherich (SUI) |
| 225. mérkőzés 1939. november 12. |             | (0 – 1) Részletek | Sárosi 28' Tóth III 70' | BSK-pálya, Belgrád Nézőszám: 20 000 Játékvezető: Hans Wütherich (SUI) |

## Külső hivatkozások
- A magyar válogatott összes mérkőzése (magyarul)
- A magyar válogatott a soccerbase-en (angolul)
- A magyar válogatott mérkőzései (1939)

## Lásd még
- A magyar labdarúgó-válogatott mérkőzései (1930–1949)
- A magyar labdarúgó-válogatott mérkőzései országonként